# Шамшур Олег Владиславович
Олег Владиславович Шамшур (6 липня 1956, Київ, Українська РСР, СРСР) — український дипломат. Надзвичайний та Повноважний Посол України в США (2005–2010). Надзвичайний і Повноважний Посол України у Франції (2014–2020). Постійний Представник України при ЮНЕСКО (2014–2020).

## Біографія
Народився 6 липня 1956 в Києві.
У 1978 році закінчив факультет міжнародних відносин Київського державного університету імені Тараса Шевченка.
Аспірантура Інституту соціальних і економічних проблем іноземних країн АН України (1981). Кандидат економічних наук (1982).
З 1981 по 1993 — працював в Інституті соціальних і економічних проблем іноземних країн НАН України.
З 1993 — лекції в Лондонському університетському коледжі.
З 1993 по 1996 — перший секретар, радник Повноважного Представництва України при відділенні ООН та інших міжнародних організацій в Женеві.
З 12 грудня 1996 по 17 серпня 1998 — заступник Голови Держкомітету з питань національностей та міграції України, член Президентської комісії з питань громадянства.
З 1998 по 2003 — Радник посланник Посольство України в Країнах Бенілюксу.
З жовтня 2003 по лютий 2004 — керівник Європейського відділу МЗС України.
З 3 лютого 2004 по січень 2006 — заступник міністра закордонних справ України.
З 19 грудня 2005 по 12 травня 2010 — Надзвичайний та Повноважний Посол України в США.
З 30 березня 2006 по 12 травня 2010 — Надзвичайний та Повноважний Посол України в Антигуа і Барбуда за сумісництвом.
З 13 жовтня 2014 року призначений Надзвичайним і Повноважним Послом України у Французькій Республіці.
З 29 листопада 2014 року призначений Постійним Представником України при ЮНЕСКО.

## Знання мов
Володіє англійською, російською та французькою мовами.

## Автор праць
Автор близько 60 наукових праць
- США: буржуазное государство и практика национальных отношений: (60 - 80-е годы). О.В. Шамшур, Наукова думка, 1989. - 217 стор. ISBN 5120006949, ISBN 9785120006941[11]
- Буржуазные концепции национальных отношений в развитых капиталистических странах/ А. Н. Шлепаков, В. Б. Евтух, О. В. Шамшур ; АН УССР, Ин-т социал. и экон. пробл. зарубеж. стран. - Киев : Наукова думка, 1988. - 177, [2] с. ; 22 см. - Библиогр. в примеч.: с. 165-178. - 1000 экз.. - ISBN 5-12-000093-2 (в пер.)